# 谷口悟朗
谷口悟朗（日语：／ Taniguchi Gorō，1966年10月18日—）在愛知縣日進市出生、日本映畫學校（現稱日本映畫大學）畢業，是一位日本動畫導演。他曾任職於J.C.STAFF和日昇動畫，現在是自由身。其代表作包括《無限的未知》、《惑星奇航》、《槍與劍》、《叛逆的魯魯修》等。

## 背景
谷口悟朗求學時在掛須秀一的介紹下加入J.C.STAFF，並參與多項動畫的製作。1989年谷口悟朗因J.C.STAFF有經濟困難而離職，之後加入日昇動畫公司，還在Eldran系列的絕對無敵首次出任演出等職位。谷口悟朗作為導演的處女作是《ONE PIECE 打倒！海賊強薩克！》。2000年，首部導演的電視動畫——《無限的未知》奪得該年的神戶動畫獎。2005年，谷口悟朗的作品《惑星奇航》獲得星雲獎。2010年，其導演的《Code Geass 反叛的魯路修》榮獲法國第11屆巴黎動漫展最優秀原創動畫獎。

## 主要參與作品

### 電視動畫
- 絕對無敵（絶対無敵ライジンオー，1991年，設定制作、分鏡、演出）
- 元氣爆發（元気爆発ガンバルガー，1992年，分鏡、演出）
- 熱血最強（熱血最強ゴウザウラー，1993年，分鏡、演出）
- 機動武鬥傳G 高達（機動武闘伝Gガンダム，1994年，分鏡、演出）
- 獸戰士 Gulkeeva（日语：獣戦士ガルキーバ）（1995年，分鏡、演出）
- 新機動戰記高達 W（新機動戦記ガンダムW，1995年，分鏡）
- 十二生肖爆烈戰士（十二戦支 爆烈エトレンジャー，1995年，分鏡、演出）
- 勇者指令（勇者指令ダグオン，1996年，分鏡、演出）
- 機動新世紀高達X（機動新世紀ガンダムX，1996年，分鏡）
- 超者萊汀（日语：超者ライディーン）（1996年，分鏡、演出）
- 勇者王（勇者王ガオガイガー，1997年，分鏡、演出）
- VIRUS（日语：VIRUS）（1997年，演出）
- 烏龍派出所（こちら葛飾区亀有公園前派出所，1997年）分鏡
- 餓沙羅鬼（ガサラキ，1998年，助導演、分鏡、演出）
- 無限的未知（無限のリヴァイアス，1999年，導演、分鏡、演出）
- 漫遊記（1999年，分鏡、演出）
- 遊戲王－怪獸之決鬥（遊☆戯☆王デュエルモンスターズ，2000年，分鏡）
- 超能奇兵（スクライド，2001年，導演、分鏡、演出）
- 爆鬥宣言（爆闘宣言ダイガンダー，2002年，分鏡）
- 銀河戰警（キディ・グレイド，2002年，分鏡）
- 神魂合體Godannar!! 1st（神魂合体ゴーダンナー!!，2003年，第3話的分鏡）
- 惑星奇航（プラネテス ΠΛΑΝΗΤΕΣ，2003年，導演、第1話、第4話、第24話及最終話的分鏡、第1話及最終話的演出）
- 舞-HiME（舞-HiME，2004年，Creative Producer）
- 蜂蜜與四葉草（ハチミツとクローバー，2005年，第5話的分鏡）
- 槍與劍（ガン×ソード，2005年，導演、分鏡）
- 曙光少女（ソルティレイ，2005年，企劃協力）
- Code Geass 叛逆的魯路修（コードギアス 反逆のルルーシュ，2006年，導演、故事原案、分鏡）
- 劍道甜心（バンブーブレード，2007年，配音（谷口悟朗本人的友情演出））
- Code Geass 叛逆的魯路修R2（コードギアス 反逆のルルーシュ R2，2008年，導演、故事原案）
- 武裝機甲（鉄のラインバレル，2008年，原案、監修、Creative Producer）
- 小白獅（ジャングル大帝 -勇気が未来をかえる-，2009年，導演、分鏡、演出）
- 遊戲王ZEXAL（遊☆戯☆王ZEXAL，2011年，分鏡）
- Fantasista Doll（ファンタジスタドール，2013年，原作、Creative Producer）
- 魔女的使命（ウィッチクラフトワークス，2014年，分鏡）
- 宇宙浪子（スペース☆ダンディ，2014年，分鏡）
- 純潔的瑪利亞（純潔のマリア，2015年，導演）
- Active Raid－機動強襲室第八係－（アクティヴレイド -機動強襲室第八係-，2016年，總導演）
- ID-0（ID-0，2017年，導演、分鏡）
- revisions（revisions，2019年，導演）
- Skate-Leading☆Stars（スケートリーディング☆スターズ，2021年，總導演、原作）
- Back Arrow（バック·アロウ，2021年，導演、原作）
- Estab-Life Great Escape（エスタブライフ グレイトエスケープ，2022年，原案）

### 電影動畫
- 超能奇兵 Alteration TAO（スクライド オルタレイション TAO，2011年，導演）
- 超能奇兵 Alteration QUAN（スクライド オルタレイション QUAN，2012年，導演）
- Code Geass 復活的魯路修（コードギアス 復活のルルーシュ，2019年，導演、故事原案）
- ONE PIECE FILM RED（ONE PIECE FILM RED，2022年，導演）
- Bloody Escape -地獄的逃走劇-（BLOODY ESCAPE -地獄の逃走劇-，2022年，導演、編劇、原案）
- 綻放的巴黎之星（パリに咲くエトワール，2026年，導演、原作）

### OVA
- ONE PIECE 打倒！海賊強薩克！（ONE PIECE 倒せ!海賊ギャンザック，1998年，導演）
- 完全勝利（日语：完全勝利ダイテイオー）（2001年，分鏡）
- 神戶獎DOGS/ BULLETS& CARNAGE（日语：DOGS/BULLETS&CARNAGE）（2009年，制作協力）

### 遊戲
- 勇者王BLOCKADED NUMBERS（日语：勇者王ガオガイガー BLOCKADED NUMBERS）（1999年，動畫部分的導演）
- 叛逆的魯魯修：失去的色彩（コードギアス 反逆のルルーシュLOST COLORS，2008年，導演、故事原案、企劃協力）

### 其他
- Code Geass 漆黑的連夜（コードギアス 漆黒の蓮夜，2010年，原案、編劇）
- Code Geass 双貌的OZ（コードギアス 双貌のオズ，2012年，企划协力）

## 資料來源
1. ↑  .   [2011-06-28]. （原始内容存档于2011-08-11）.